# Худяков Юрій Миколайович
Юрій Миколайович Худяков (6 серпня 1946, місто Запоріжжя) — український радянський діяч, 1-й секретар Ровеньківського міськкому КПУ Ворошиловградської області, секретар Луганського обкому КПУ, генеральний директор Державного підприємства «Луганська вугільна компанія».

## Біографія
Народився в родині робітника. У 1963 році закінчив середню школу.
У 1963—1964 роках — робітник Дніпровського алюмінієвого заводу міста Запоріжжя.
У 1964—1969 роках — студент Комунарського (Алчевського) гірничо-металургійного інституту Луганської області, гірничий інженер.
Член КПРС з 1969 року.
З 1969 працював гірничим майстром шахти міста Свердловська Луганської області.
До 1971 року служив у Радянській армії.
З 1971 до 1976 року — гірничий майстер, заступник начальника дільниці, начальник дільниці гідрошахти «Самсонівська» тресту «Краснодонвугілля» міста Краснодона Луганської (Ворошиловградської) області.
У 1976—1978 роках — головний інженер шахти «Талівська» Ворошиловградської області.
З 1978 року — директор шахти імені Лютикова Ворошиловградської області.
Закінчив Вищу партійну школу при ЦК КПУ.
У 1983—1985 роках — 2-й секретар Краснодонського міського комітету КПУ Ворошиловградської області; інструктор Ворошиловградського обласного комітету КПУ.
У 1985—1990 роках — 1-й секретар Ровеньківського міського комітету КПУ Ворошиловградської області. У квітні 1990 року обраний головою Ровеньківської міської ради народних депутатів.
27 травня 1990 — серпень 1991 року — секретар Луганського обласного комітету КПУ.
З 1991 року — заступник технічного директора виробничого об'єднання «Ровенькиантрацит» Луганської області, директор — голова правління державного акціонерного товариства «Шахта № 81 „Київська“» Луганської області.
У жовтні 2004 — вересні 2005 року — генеральний директор державного підприємства «Луганська вугільна компанія». З 2005 року — виконуючий обов'язки генерального директора державного підприємства «Луганськвугілля».
З 1 серпня до 24 грудня 2007 року — в.о. заступника міністра вугільної промисловості України.
У 2007—2009 роках — технічний директор державного підприємства «Красноармійськвугілля».
З серпня 2009 року — директор «Шахти імені Ф. Е. Дзержинського» Державного підприємства «Ровенькиантрацит» Луганської області.
З квітня 2013 року — директор відокремленого підрозділу «Шахтоуправління Ровеньківське» товариства з обмеженою відповідальністю «ДТЕК Ровенькиантрацит» Луганської області.

## Нагороди
- орден «За заслуги» ІІ ступеня (22.08.2013)
- орден «За заслуги» ІІІ ступеня (26.08.1999)
- орден «Знак Пошани»
- повний кавалер знаків «Шахтарська слава»
- повний кавалер знаків «Шахтарська доблесть»
- медалі
- Заслужений шахтар України (22.08.2007)
- Почесний громадянин міста Ровеньки Луганської області (2013)